# 長崎ストーカー殺人事件
長崎ストーカー殺人事件（ながさきストーカーさつじんじけん）とは、2011年（平成23年）12月に長崎県西海市で発生した殺人事件。

## 事件の経緯
2010年9月に男は会員制のインターネットサイトを通じて女性と知り合って交際を始め、2011年5月から千葉県習志野市で同居を始めたが、男は交際女性のメールを先にチェックする、勝手に家族や友人たちと連絡を取らせない、勤務先の出来事について10～15分おきにメールや電話で報告させるなど厳しく束縛した。2011年6月下旬以降、連絡や帰宅が遅れたという理由で交際相手の頭や顔を殴る蹴る等の暴行を加えた。交際相手は勤務先の無断欠勤・早退が増加。女性の親族は、女性の異変は交際相手の男の虐待等が原因と理解し、2011年10月30日、警察などと共に女性を助け出し、署員が男を任意同行し「二度と近づかない」との誓約書を書かせて帰した。女性は親族の手助けにより、長崎県西海市の実家に帰った。
男は交際相手が戻るように仕向けることを考え、脅迫メールを交際相手の友人らに送信した。2011年12月、元交際相手は千葉県習志野署に傷害の被害申告をした。男は習志野署に出頭した際に、交際相手に近づかないよう注意され、三重県の実家に戻った。男は交際相手の家族らに脅迫メールを送り、交際相手が実家に連れ戻されたと信じ込み、交際相手の家族への憤りを増幅させた。
2011年12月14日、男は実家で父親を殴って、警察が呼ばれたために逃走し、被害届を提出しないように父親に頼んだが拒まれ、「親にも見放された。自分には交際相手しかいない」と思い、交際相手を取り戻すために、長崎県西海市の交際相手の実家へ向った。
2011年12月16日、男は長崎県西海市にある交際相手の実家に侵入し、出刃包丁で交際相手の祖母（当時77歳）と母（当時56歳）を殺害した。その間に宅配業者が訪ねてきたが、男は家人を装って宅配業者から荷物を受け取った。
その後、帰宅した親族が2人の死体を発見した。家族らの説明から女性の交際相手であった男が浮上。12月17日に男（当時27歳）を殺人、住居侵入容疑で逮捕した。2012年1月4日、男を鑑定留置し、4月26日に殺人、住居侵入、窃盗罪で起訴された。その後、男は傷害罪や脅迫罪で逮捕、起訴された。

## 刑事裁判
2013年6月14日から長崎地方裁判所で裁判員裁判が開かれた。検察は「被告は事件翌日にホテルで職務質問を受け、その時の着衣や所持していた包丁から死亡した2人のDNAが検出されたこと」「被害者宅で採取された足跡が被告の足跡と合致していること」「脅迫メールは会員制のサイトで特定の1人によって送信されており、送信者は被告以外ありえないこと」「動機は明らかで、インターネットで交際相手の実家の場所を確認する等の検索があり、2人を殺害後に証拠隠滅工作もしており、合理的な行動をとっており、責任能力を左右する精神障害はなく、善悪を判断する能力は十分にあること」から被告を有罪とした。一方で被告は取調べでは一連の犯行を認めていたが公判で一転して無罪を主張するようになり、「交際相手の実家には侵入しておらず、2人を殺してもいない、脅迫メールを送信しておらず、暴力を振るってもいない」として全ての罪状について全面無実を主張し、弁護側は「精神錯乱を疑わせる」として責任能力を争う姿勢を示した。
2013年6月14日、長崎地方裁判所は「（捜査段階において容疑を認める供述について）不当な取り調べが行われた事実はない。供述内容は臨場感に満ち、秘密の暴露も含まれる」として自白の任意性・信用性を認め、その上で被告が所持していた包丁や着衣から被害者2人のDNAが検出されたことを挙げて被告が犯人であるとし、また責任能力について「犯行は計画的で、完全責任能力が認められる」とし、求刑通り死刑判決を言い渡した。
被告は上告するも、2016年7月21日に最高裁判所で死刑判決が確定した。

## その他
- 交際女性が男によるストーカー被害を相談していたが、男と交際女性が住んでいた千葉県を管轄する千葉県警察本部、男の実家である三重県を管轄する三重県警察本部、交際女性の実家がある長崎県を管轄する長崎県警察本部の間で、連携不足が指摘される等の問題点が浮上した。